# Andria
Andriaⓘ – miasto i gmina we Włoszech, w regionie Apulia, w prowincji Barletta-Andria-Trani.
Według danych na styczeń 2009 gminę zamieszkiwało 99 512 osób przy gęstości zaludnienia 244 os./km².
W mieście działa klub piłki nożnej SS Fidelis Andria 1928.
W mieście rozwinął się przemysł spożywczy. Ośrodek handlowy regionu rolniczego.

## Współpraca
- Alberobello, Włochy
- Monte Sant’Angelo, Włochy